# Shuntien
Lo Shuntien è stato un piroscafo da carico per il cabotaggio costiero e per il trasporto passeggeri da 3.059 tsl della compagnia The China Navigation Company Ltd (CNC) di proprietà britannica. Venne costruito a Hong Kong nel 1934 ed affondato da un sommergibile tedesco nel 1941 nel mar Mediterraneo con gravi perdite umane.

## Costruzione
La nave venne preceduta da un'altra con lo stesso nome, ma di dimensioni minori, varata nel 1904 e rottamata nel 1935. La SS Shengking venne costruita nei cantieri della Taikoo Dockyard and Engineering Company in Hong Kong insieme alla gemella Shuntien per la CNC nel 1934.. Il nome deriva da un'antica dinastia cinese.

## Utilizzo in guerra e affondamento
Durante la campagna del Deserto Occidentale nel dicembre 1941, come membro del Convoglio TA 5, lo Shuntien, utilizzato nell'occasione come "galera", lasciò Tobruch in Cirenaica (nella Libia orientale) facendo rotta per Alessandria d'Egitto trasportando tra 800 e 1.000 prigionieri di guerra italiani e tedeschi, sorvegliati da più di 40 soldati del Durham Light Infantry (DLI).
La sera del 23 dicembre fu silurato dallo U 559, sommergibile tedesco tipo VII-C, affondando in pochissimi minuti.
La corvetta classe Flower, HMS Salvia (K97) della Royal Navy recuperò buona parte dei pochi naufraghi sopravvissuti, compreso il comandante William Shinn e circa 100 tra ufficiali, marittimi, secondini e prigionieri, ma, di fronte alle coste egiziane, venne affondata a sua volta poche ore dopo dallo U 568 senza alcun sopravvissuto.
Il cacciatorpediniere HMS Heythrop (L85) della classe Hunt salvò invece tra gli 11 e i 19 sopravvissuti all'affondamento dello Shuntien, tra i quali un unico ufficiale, il secondo direttore di macchina John Hawkrigg.